# Ranitomeya defleri
Espèce
Synonymes
- Dendrobates defleri (Twomey & Brown, 2009)

Statut CITES
Ranitomeya defleri est une espèce d'amphibiens de la famille des Dendrobatidae.

## Répartition
Cette espèce est endémique de Colombie. Elle se rencontre dans les départements d'Amazonas et de Vaupés dans le bassin des ríos Apaporis et Caquetá.

## Description
Ranitomeya defleri mesure de 15,0 à 17,7 mm.

## Étymologie
Cette espèce est nommée en l'honneur du primatologue Thomas Defler.

## Publication originale
- Twomey & Brown, 2009 : Another new species of Ranitomeya (Anura: Dendrobatidae) from Amazonian Colombia. Zootaxa, no 2302, p. 48-60.